# Berta (keresztnév)
A Berta női név germán eredetű, jelentése: fényes, tündöklő, híres.  A német -bert elemet tartalmazó női nevek (pl. Alberta) beceneve is lehet.

## Rokon nevek
Alberta, Albertin, Albertina, Babett, Bertina, Betta, Betti

## Gyakorisága
Az újszülötteknek adott nevek körében az 1990-es években igen ritka volt. A 2000-es és a 2010-es években sem szerepelt a 100 leggyakrabban adott női név között.
A teljes népességre vonatkozóan a Berta sem a 2000-es, sem a 2010-es években nem szerepelt a 100 leggyakrabban viselt női név között.

## Névnapok
május 1., július 4., augusztus 6.

## Híres Berták

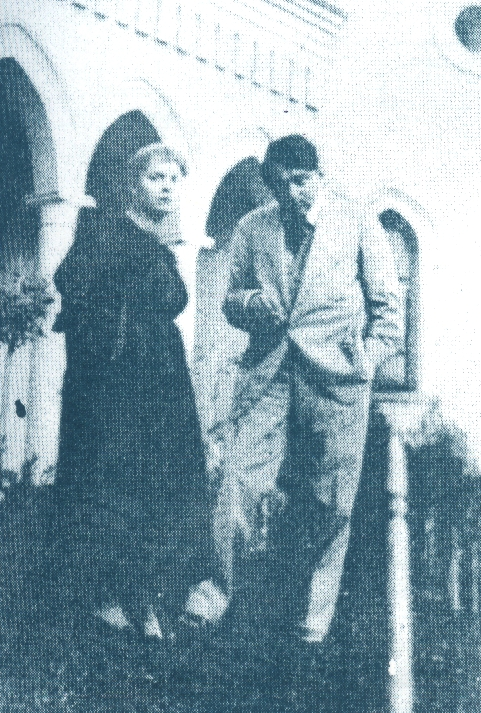
Boncza Berta és Ady Endre a csucsai kastélynál

- Boncza Berta, Ady Endre költő felesége (Csinszka)
- Bertha von Suttner, radikális pacifista osztrák novellista, az első Nobel békedíjjal kitüntetett nő
- Leni Riefenstahl (er. Berta Helene Amalie Riefenstahl), német táncosnő, színésznő, filmrendező, fényképész
- Kelemenné Zathureczky Berta, írónő
- Mayer Berta, Munkácsy Mihály-díjas festőművész
- Berta Zuckerkandl osztrák író, újságíró és kritikus
- Mednyánszky Berta, Petőfi Sándor szerelme
- Berta, IV. Henrik német-római császár felesége
- Berta Hall, svéd színésznő
- Berta Hillberg, svéd színésznő
- Bertha, kenti királyné Ethelbert felesége
- Bertha, burgundiai hercegnő, II. Róbert francia király második felesége
- Bertha Ringer, Karl Benz felesége
- Bertha Zahourek, olimpiai bronzérmes osztrák úszónő
- Türk Berta, színésznő, kabaréénekesnő
- Berta Hernández, színésznő

### Egyéb Berták
- Vastag Berta, ágyú volt, mellyel német területekről lőtték Párizst
- Berta malom, híres tatai vízimalom (lásd: Vízimalmok Tatán)
- Boxcar Bertha, Martin Scorsese első nagyjátékfilmje (1972-ből)
- Böhöm Bertha (Big Bertha), a Marvel Comics képregények egyik figurája